# Julio Moreno
Julio Moreno (Buenos Aires, 14 de noviembre de 1866 - París, 27 de noviembre de 1926) fue un abogado y político argentino que ejerció como ministro de Guerra durante la primera presidencia de Hipólito Yrigoyen.

## Biografía
Educado en el Colegio Nacional de Buenos Aires y en la Universidad de Buenos Aires, se afilió en su juventud a la Unión Cívica Radical, participando en la Revolución del Parque de 1890, y se recibió de abogado al año siguiente. Ejerció cargos judiciales en Buenos Aires y sus alrededores hasta el año 1905, en que renunció para participar en la revolución de ese año, en que fue arrestado. Su hermano Alejandro fue muerto por fuerzas leales durante la revolución. Este hecho lo alejó en forma completa de la política por once años.

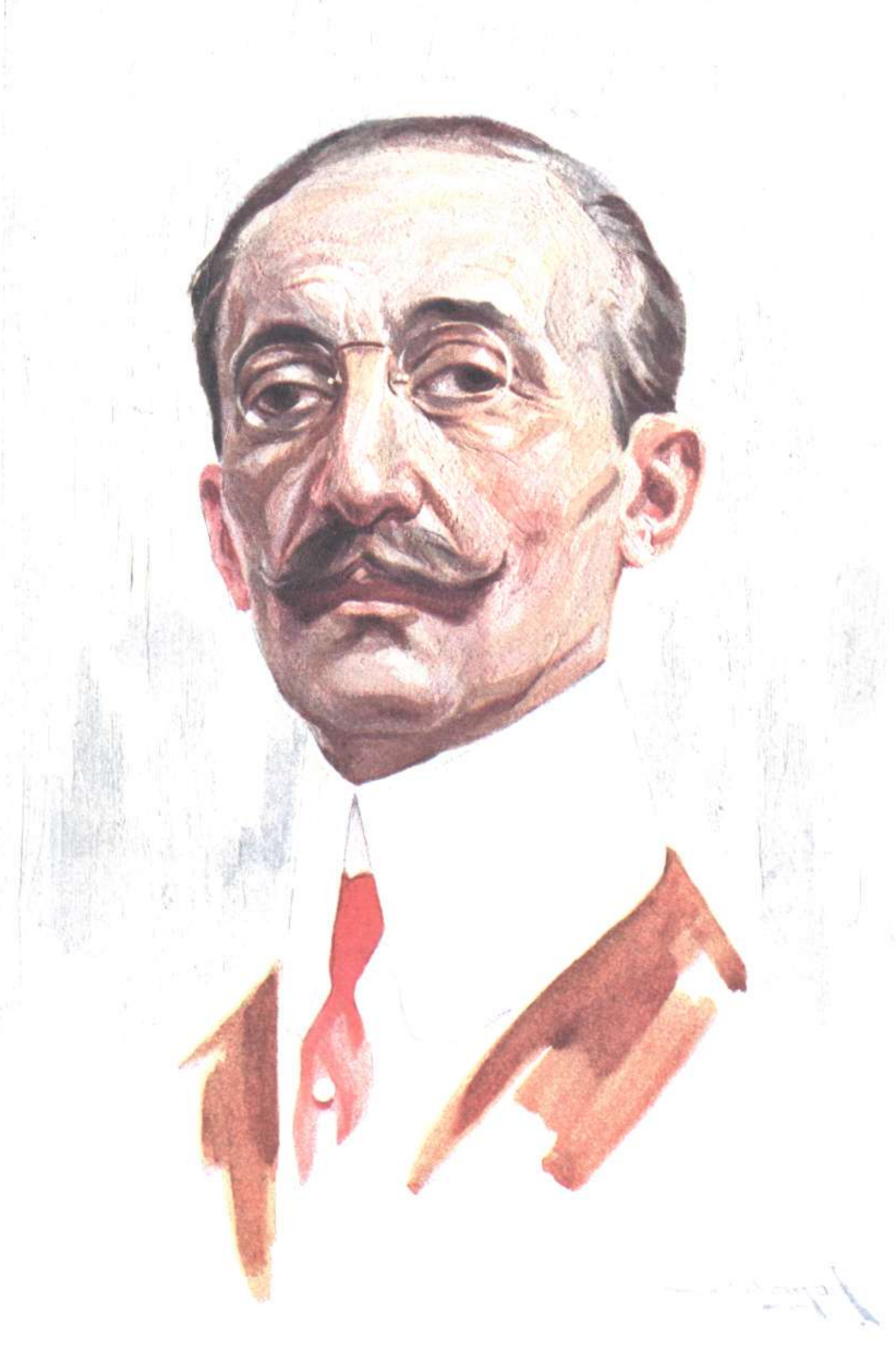
Retratado por Mayol en la revista Caras y Caretas (1916)

En 1916, al asumir la presidencia Hipólito Yrigoyen, éste le ofreció la cartera de ministro de Guerra de la Nación; aunque Moreno rehusó el ofrecimiento, terminó por aceptar el cargo de Jefe de Policía de la Capital Federal, período durante el cual estallaron varios desórdenes, que Moreno intentó solucionar sin acudir a la represión masiva. Su política sería abandonada tres años más tarde, cuando Moreno ya no estuviera en el cargo, durante la llamada Semana Trágica, con un saldo cercano a los 1000 muertos.
Sucesivas ofertas del presidente electo lo llevaron a aceptar el cargo de ministro de Guerra en 1918, tras el breve paso por el mismo de Elpidio González. Durante su mandato se intentó una modernización de las fuerzas militares, y se produjo un ligero aumento del gasto militar. Para intentar frenar el descontento que se sentía entre los oficiales del Ejército Argentino, intentó con algún éxito suspender los ascensos y premios a los oficiales castigados por su participación en las anteriores revoluciones radicales.
Durante la presidencia de Marcelo T. de Alvear le fue encargada una misión diplomática en París, donde falleció en 1926. De Julio Moreno y su esposa, María Ignacia Lucila Hueyo, desciende la tradicional familia argentina de los Moreno Hueyo.